# Альварес, Гаэль
Гаэль Артуро Альварес Монтьель (исп. Gael Arturo Álvarez Montiel; родился 9 марта 2006) — мексиканский футболист, атакующий полузащитник клуба «Пачука».

## Клубная карьера
Уроженец Гуасаве (штат Синалоа), Альварес сначала играл в футбол с отцом и братом, а в возрасте 9 лет начал выступать за клуб «Тусос». В 2018 году присоединился к футбольной академии клуба «Пачука». 7 июля 2024 года дебютировал в основном составе «Пачуки» в матче мексиканской Апертуры против «Монтеррея».

## Карьера в сборной
В 2022 году в составе сборной Мексики до 16 лет сыграл на турнире в Монтегю.
В феврале 2023 года в составе сборной Мексики до 17 лет сыграл на чемпионате КОНКАКАФ среди команд до 17 лет. Забил на чемпионате 2 гола и был признан лучшим игроком турнира, на котором мексиканцы одержали победу
В ноябре 2023 года был включён в заявку мексиканской сборной на юношеский чемпионат мира в Индонезии.

## Достижения
Сборная Мексики (до 17 лет)
- Победитель чемпионата КОНКАКАФ среди команд до 17 лет: 2023
- Лучший игрок юношеского чемпионата КОНКАКАФ: 2023[8]